# Tesil
Tesil je obchodní značka polyesterových vláken, která vyrábí česká firma Silon s.r.o. v Sezimově Ústí z recyklovaných PET lahví.
Výrobce nabízí možnost přizpůsobení některých vlastností materiálu podle potřeb zákazníka.
Výroba tesilu byla zahájena v tehdejším národním podniku Silon v roce 1966. Až do konce 80. let se zde vyráběla tesilová stříž pro bavlnářské a vlnařské příze a filamentový kabel pro zpracování na konvertorech.